# Josip Šimunić
Josip Šimunić  (Canberra, Ausztrália, 1978. február 18. –) válogatott horvát labdarúgó, hátvéd, edző.

### Klubcsapatban
1993-ban az AIS korosztályos csapatában kezdte a labdarúgást. 1995 és 1997 között a Melbourne Knights labdarúgója volt. 1997-ben Németországa szerződött, a Bundesligába. 1997 és 2000 között a Hamburger SV, 2000 és 2009 között a Hertha, 2009 és 2011 között az 1899 Hoffenheim játékosa volt. 2011 és 2014 között a horvát a Dinamo Zagreb csapatában szerepelt és itt fejezte be az aktív labdarúgást. A Dinamóval két bajnoki címet és két horvátkupa-győzelmet ért el.

### A válogatottban
2001 és 2013 között 105 alkalommal szerepelt a horvát válogatottban és három gólt szerzett. A válogatott csapattal két világbajnokságon (2002, 2006) és három Európa-bajnokságon (2004, 2008, 2012) vett részt.

### Edzőként
2015 és 2017 között a horvát válogatott segédedzője volt. 2019 óta a horvát U19-es válogatott vezetőedzője.

## Sikerei, díjai
Melbourne Knights
- Ausztrál bajnokság
  - bajnok: 1995–96

 Hertha BSC
- Német ligakupa (DFL-Ligapokal)
  - győztes (2): 2000–01, 2001–02

 Dinamo Zagreb
- Horvát bajnokság (Prva HNL)
  - bajnok (4): 2011–12, 2012–13, 2013–14, 2014–15
- Horvát kupa
  - győztes (2): 2012, 2015
- Horvát szuperkupa
  - győztes: 2013